# Ophichthus
Ophichthus es un género de peces de la familia Ophichthidae.

## Especies
- Ophichthus altipennis (Kaup, 1856)
- Ophichthus aniptocheilos J. E. McCosker, 2010
- Ophichthus apachus J. E. McCosker & Rosenblatt, 1998
- Ophichthus aphotistos J. E. McCosker & Chen, 2000
- Ophichthus apicalis (Anonymous, referred to E. T. Bennett, 1830)
- Ophichthus arneutes J. E. McCosker & Rosenblatt, 1998
- Ophichthus asakusae D. S. Jordan & Snyder, 1901
- Ophichthus bicolor J. E. McCosker & H. C. Ho, 2015
- Ophichthus bonaparti (Kaup, 1856)
- Ophichthus brachynotopterus Karrer, 1982
- Ophichthus brasiliensis (Kaup, 1856)
- Ophichthus brevicaudatus Y. T. Chu, H. L. Wu & X. B. Jin, 1981
- Ophichthus brevirostris J. E. McCosker & S. W. Ross, 2007
- Ophichthus celebicus (Bleeker, 1856)
- Ophichthus cephalozona Bleeker, 1864
- Ophichthus congroides J. E. McCosker, 2010
- Ophichthus cruentifer (Goode & T. H. Bean, 1896)
- Ophichthus cylindroideus (Ranzani, 1839)
- Ophichthus echeloides (D'Ancona, 1928)
- Ophichthus erabo (D. S. Jordan & Snyder, 1901)
- Ophichthus exourus J. E. McCosker, 1999
- Ophichthus fasciatus (Y. T. Chu, H. L. Wu & X. B. Jin, 1981)
- Ophichthus fowleri (D. S. Jordan & Evermann, 1903)
- Ophichthus frontalis Garman, 1899
- Ophichthus genie J. E. McCosker, 1999
- Ophichthus gomesii (Castelnau, 1855)
- Ophichthus grandoculis (Cantor, 1849)
- Ophichthus hirritus J. E. McCosker, 2010
- Ophichthus humanni J. E. McCosker, 2010
- Ophichthus hyposagmatus J. E. McCosker & Böhlke, 1984
- Ophichthus ishiyamorum J. E. McCosker, 2010
- Ophichthus kunaloa J. E. McCosker, 1979
- Ophichthus lentiginosus J. E. McCosker, 2010
- Ophichthus leonensis Blache, 1975
- Ophichthus limkouensis Chen, 1929
- Ophichthus lithinus (D. S. Jordan & Richardson, 1908)
- Ophichthus longicorpus (V. Q. Vo & H. C. Ho, 2021)
- Ophichthus longipenis J. E. McCosker & Rosenblatt, 1998
- Ophichthus machidai J. E. McCosker, S. Ide & Endo, 2012
- Ophichthus macrochir (Bleeker, 1853) (Big-fin snake eel)
- Ophichthus macrops Günther, 1910
- Ophichthus maculatus (Rafinesque, 1810)
- Ophichthus manilensis Herre, 1923
- Ophichthus marginatus (W. K. H. Peters, 1855)
- Ophichthus mecopterus J. E. McCosker & Rosenblatt, 1998
- Ophichthus megalops Asano, 1987
- Ophichthus melanoporus Kanazawa, 1963
- Ophichthus melope J. E. McCosker & Rosenblatt, 1998
- Ophichthus menezesi J. E. McCosker & Böhlke, 1984
- Ophichthus microstictus J. E. McCosker, 2010
- Ophichthus mystacinus J. E. McCosker, 1999
- Ophichthus naga J. E. McCosker & Psomadakis, 2018
- Ophichthus obtusus J. E. McCosker, S. Ide & Endo, 2012
- Ophichthus omorgmus J. E. McCosker & Böhlke, 1984
- Ophichthus ophis (Linnaeus, 1758)
- Ophichthus polyophthalmus Bleeker, 1864
- Ophichthus pullus J. E. McCosker, 2005
- Ophichthus puncticeps (Kaup, 1860)
- Ophichthus remiger (Valenciennes, 1837)
- Ophichthus retrodorsalis D. Liu, W. Q. Tang & C. G. Zhang, 2010
- Ophichthus rex Böhlke & Caruso, 1980
- Ophichthus roseus Tanaka, 1917
- Ophichthus rotundus C. L. Lee & Asano, 1997
- Ophichthus rufus (Rafinesque, 1810)
- Ophichthus rugifer D. S. Jordan & Bollman, 1890
- Ophichthus rutidoderma (Bleeker, 1853)
- Ophichthus serpentinus Seale, 1917
- Ophichthus shaoi J. E. McCosker & H. C. Ho, 2015
- Ophichthus singapurensis Bleeker, 1864
- Ophichthus spinicauda (Norman, 1922)
- Ophichthus stenopterus Cope, 1871
- Ophichthus tchangi W. Q. Tang & C. G. Zhang, 2002
- Ophichthus tetratrema J. E. McCosker & Rosenblatt, 1998
- Ophichthus tomioi J. E. McCosker, 2010
- Ophichthus triserialis (Kaup, 1856)
- Ophichthus tsuchidae D. S. Jordan & Snyder, 1901
- Ophichthus unicolor Regan, 1908
- Ophichthus urolophus (Temminck & Schlegel, 1846)
- Ophichthus vietnamensis V. Q. Vo, Hibino & H. C. Ho, 2019
- Ophichthus woosuitingi Chen, 1929
- Ophichthus zophochir D. S. Jordan & C. H. Gilbert, 1882